# دوغلاس فريدريك
دوغلاس فريدريك (بالبرتغالية: Douglas Friedrich‏) (12 ديسمبر 1988 في البرازيل - ) هو لاعب كرة قدم برازيلي في مركز حراسة المرمىيلعب في نادي الخليج السعودي. لعب مع نادي كورينثيانز.

## وصلات خارجية
- دوغلاس فريدريك على موقع قاعدة بيانات كرة القدم.إي يو (الإنجليزية)
- دوغلاس فريدريك على موقع Soccerway.com (الإنجليزية)